# Brendon Hartley
Brendon Hartley (Palmerston North, Nova Zelanda, 10 de novembre de 1989) és un pilot neozelandès. Actualment és pilot oficial de la Scuderia Toro Rosso de Fórmula 1. També va pilotar per Porsche al programa de Prototips Le Mans de la marca, amb el qual va guanyar el Campionat Mundial de Resistència de 2015 i 2017.

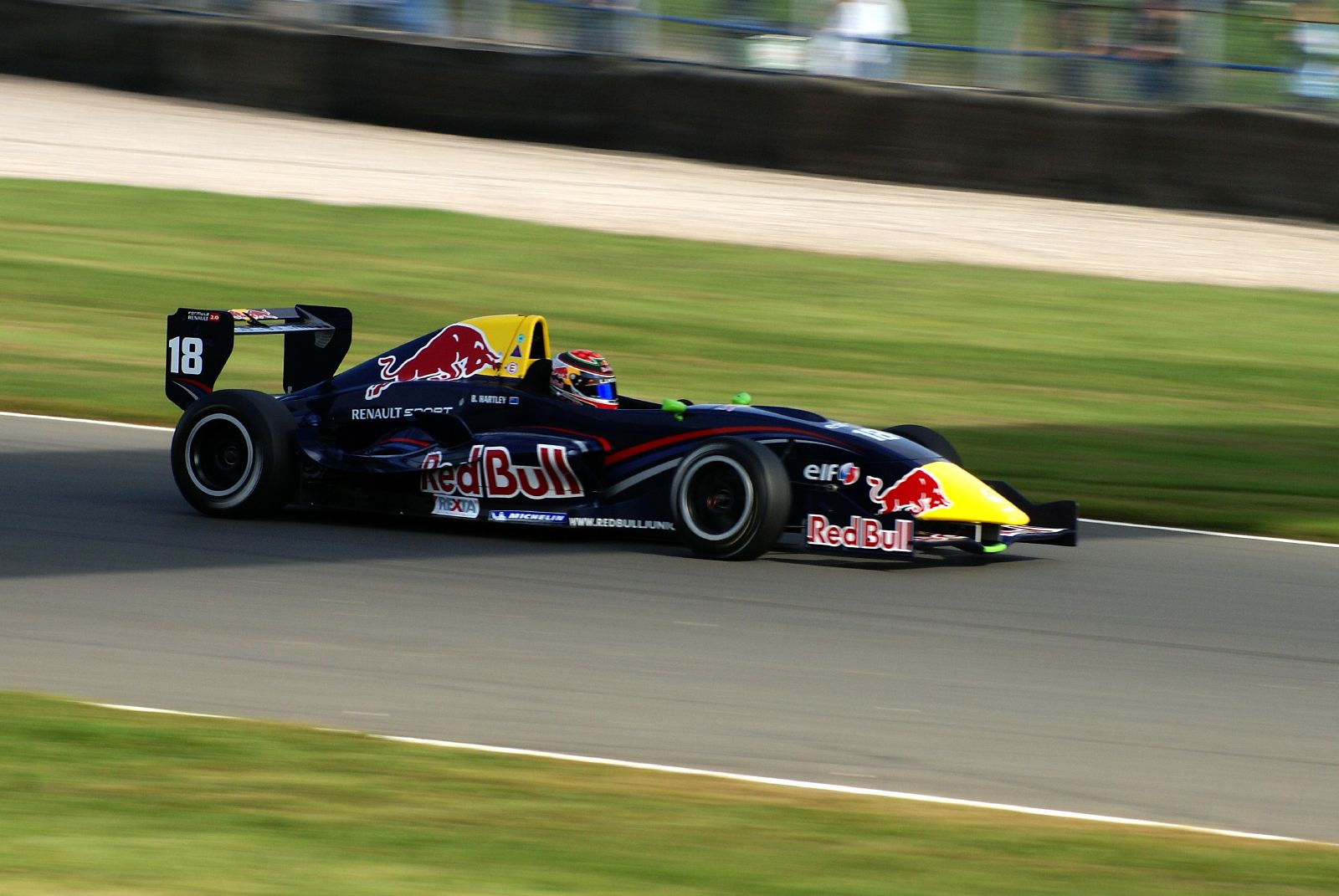
Hartley a l'Eurocopa de Fórmula Renault 2.0, l'any 2007.

## Carrera

### Inicis
Hartley va néixer en una família ben integrada en els esports de motor. El seu pare, Bryan, havia competit en moltes formes d'esports de motor, sobretot a la Fórmula Atlantic. A l'edat de sis anys, Hartley va començar la seva carrera professional en carreres de karts, seguint els passos del seu germà, Nelson. Sis anys després, el jove de Nova Zelanda va participar en el seu primer campionat estatal. Competint en contra de molts veterans, Hartley va acabar la temporada en el setè lloc. L'any 2003, als tretze anys va obtenir la seva primera fita important, ja que va guanyar la Formula Ford Festival, que li va donar lloc a aconseguir una unitat per al campionat de l'any següent la Fórmula Ford. En un cotxe del seu germà, utilitzat l'any anterior, va començar quatre carreres i en va guanyar dues d'elles.
Després d'una temporada a la Fórmula Toyota de Nova Zelanda, Hartley es va traslladar a Europa, competint a l' Eurocup Formula Renault 2.0 i la Fórmula Renault 2.0. El neozelandès va acabar 14º i 10º en el campionat de pilots de l'Eurocup i la Copa d'Europa del Nord, respectivament, tenint una posició de podi a Anderstorp en el segon. El seu segon any a la Fórmula Renault va disputar l' Eurocup, però va disputar també la CNE per al campionat italià. Aquest any va obtenir tres victòries a l' Eurocup i tres podis en el campionat italià, i va aconseguir el títol del campionat. L'any 2007, Hartley també va fer el seu debut en el Masters de Fórmula 3 de Zolder acabant quart. Això va resultar en un assaig amb l'A1 Team New Zealand i el títol de novençà de l'any.
L'any 2008, Hartley va competir a la Fórmula 3 Britànica de Carlin Motorsport, va guanyar cinc vegades i, finalment, va acabar el campionat en tercer lloc, a causa d'una major quantitat d'abandons en comparació de la dels seus companys d'equip, Jaime Alguersuari i Oliver Turvey. Així mateix, va competir en vuit carreres a la Fórmula 3 Euroseries de Carlin i RC Motorsport, i va aconseguir acabar dos cops en els punts, encara que no era elegible per a punts.
D'altra banda, Hartley va acabar cinquè en el Masters de Fórmula 3, i en un dia sensacional en el Gran Premi de Macau va acabar en tercer lloc, després d'estavellar-se en la carrera de qualificació. Va començar 20º en la graella i va registrar la volta ràpida en carrera.
Es va quedar amb Carlin per disputar les F3 Euroseries en 2009, acabat onzè a pesar de que va faltar a dues rondes, a causa dels compromisos de la Fórmula Renault 3.5. En aquesta sèrie, Hartley van competir per l'equip Tech 1 Racing, obtenint un segon lloc i un cinquè com a millors resultats, acabant quinzè en el campionat.
Hartley va signar novament amb Tech 1 per disputar la temporada 2010 de la Fórmula Renault 3.5. En les primeres onze carreres, va obtenir un segon lloc, dos quarts i cinc sisens. No obstant això, Red Bull va llevar el seu suport econòmic al pilot, quedant sense butaca. Va córrer una de les tres dates restants amb P1 Motorsport, culminant dècim en la taula general.
L'any 2011, Hartley va retornar a la Fórmula Renault 3.5 amb l'equip Gravity-Charouz. Va obtenir tres tercers llocs i sis top 5 en 17 carreres disputades, per la qual cosa va aconseguir la desena posició final.

### Proves a la Fórmula 1
Al febrer de 2008, amb 18 anys, Hartley va tenir la seva primera experiència de la Fórmula 1. Va ser convidat a realitzar un programa d'execució per a Red Bull Racing a Riad. Des d'aquí es realitza el primer Shake Down, 3 dies de prova amb els vehicles del 2008 de la Scuderia Toro Rosso, el STR3.
Al novembre de 2008, es va anunciar que substituiria a Mark Webber, que s'havia trencat una cama en un accident amb bicicleta, mitjançant la realització de les tasques de proves juntament amb el pilot de proves permanent Sébastien Buemi amb el Red Bull RB4 del 2008.
Per a la temporada 2009, Hartley va ser designat com a pilot oficial de reserva, tant per al Red Bull Racing com per Toro Rosso.
No obstant això, no va poder obtenir la seva superllicencia obligatòria fins a abril del 2009, va ser substituït en aquesta funció pel retirat pilot de F1 David Coulthard per a les primeres carreres a Melbourne i Sepang. Hartley va fer el seu debut com a pilot de proves i de reserva en el Gran Premi d'Espanya el 8 de maig. Ell és el primer pilot de Nova Zelanda en aconseguir l'estatus de pilot de Fórmula 1 des que Mike Thackwell abandonés la competició l'any 1984. Va ser substituït en el paper de pilot pel seu company de Red Bull Junior Jaime Alguersuari en la segona meitat de la temporada. No obstant això Hartley no tornar a la funció de pilot de reserva amb Red Bull i els Toro Rosso, després de la promoció de Jaime Alguersuari a un lloc de carrera, preferint centrar-se en la temporada de F3 i Renault World Series. David Coulthard es va fer càrrec de la funció de pilot reserva.
Per a la temporada 2010, Hartley va ser nomenat nou pilot de reserva oficial, tant per a Red Bull Racing com per la Scuderia Toro Rosso. Ell compartirà els drets de la reserva del conductor amb el seu equip de Fórmula Renault 3.5 Ricciardo. Els dos pilots comparteixen la responsabilitat en una carrera.
Brendon Hartley va ser expulsat del programa de joves pilots del Red Bull Junior Team, la qual cosa significa la seva sortida de l'equip Tech 1 amb el qual competia en les World Sèries by Renault i el punt final a les seves tasques com a pilot de proves i reserva de l'equipo Red Bull de Fórmula 1.

### GP2

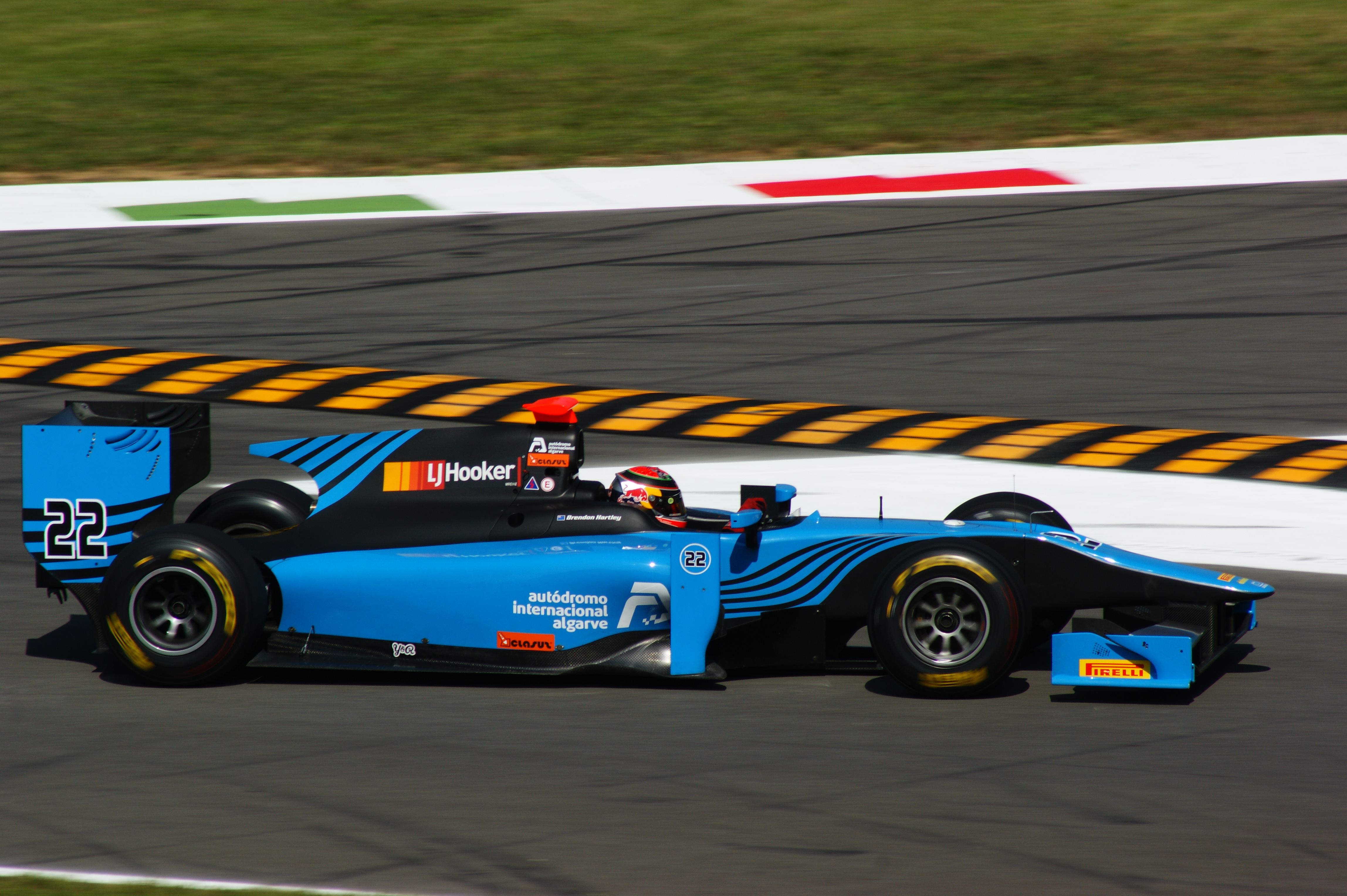
Hartley a la GP2 del 2011, a Monza.

L'11 de setembre de 2010, Brendon va debutar amb la Scuderia Coloni a Monza, substituint a Vladimir Arabadzhiev. A la temporada 2011 va disputar les 4 últimes curses substituint a Kevin Mirocha. Va aconseguir un 5º lloc com a millor resultat.

### Resistència
L'any 2012, Hartley va començar a competir en les carreres de resistència amb un Oreca 03 - Nissan de l'equip Murphy en tres dates del Campionat Mundial de Resistència; va finalitzar tercer a la classe a Spa-Francorchamps, novè a Silverstone i es va retirar a les 24 Hores de Le Mans. A més va participar de la cursa de Donington i la del Petit Le Mans, dates vàlides per la European Le Mans Series, resultant tercer en la primera d'elles.
A l'any següent, Hartley va participar en tota la temporada de la European Le Mans Series amb Murphy, on va guanyar al circuit de Paul Ricard i va ser segon a Hungaroring, resultant cinquè en la taula de pilots. A més va participar de les 24 Hores de Le Mans, finalitzant setè a la classe. D'altra banda, Hartley va ser pilot regular de la Rolex Sports Car Sèries amb un Riley-BMW de Starworks; amb una victòria a Road America, un tercer lloc i un quart, va acabar 12º en la classificació general.

#### Porsche (2014-2017)
Porsche va contractar a Hartley per competir la temporada 2014 del Campionat Mundial de Resistència en un dels Porsche 919 Hybrid de classe LMP1. Amb Mark Webber i Timo Bernhard com a companys de seient, va aconseguir tres podis, finalitzant 16º en el campionat.
Romanent al costat de Webber i Bernhard a Porsche, Hartley va aconseguir quatre victòries i el segon lloc a les 24 Hores de Le Mans, resultant campió de pilots. 'any 2016, el trio va aconseguir quatre triomfs i dos tercers llocs, col·laborant al fet que Porsche obtingués el campionat de marques. No obstant això, per la falta de bons resultats en l'inici de la temporada, incloent les 24 Hores de Le Mans, van resultar dècims a la classificació general de pilots.
L'any 2017 va guanyar les 24 Hores al costat de Timo Bernhard i Earl Bamber.

### Fórmula 1

#### Toro Rosso (2017-)
La temporada 2017 va ser cridat per Red Bull Racing per reemplaçar a Pierre Gasly a la Scuderia Toro Rosso per al Gran Premi dels Estats Units. Per a la temporada 2018 és pilot titular de l'escuderia italiana al costat del pilot francès.

## Resum de carrera
| Temporada | Categoria                                  | Equip                         | Curses                    | Victòries                 | Poles                     | VR                        | Podis                     | Punts                     | Pos.                      |
| --------- | ------------------------------------------ | ----------------------------- | ------------------------- | ------------------------- | ------------------------- | ------------------------- | ------------------------- | ------------------------- | ------------------------- |
| 2002-03   | Fórmula First Nova Zelanda                 |                               | 6                         | 0                         | ?                         | ?                         | 0                         | 335                       | 8º                        |
| 2003-04   | Campionat de Nova Zelanda de Fórmula Ford  |                               | 18                        | 6                         | 6                         | 3                         | 9                         | 239                       | 2º                        |
| 2005      | Toyota Racing Series                       | GVI                           | 15                        | 3                         | 1                         | 2                         | 7                         | 807                       | 3º                        |
| 2005-06   | Toyota Racing Series                       | Victory Motorsport            | 12                        | 1                         | 0                         | 0                         | 8                         | 711                       | 8º                        |
| 2006      | Fórmula Renault 2.0 NEC                    | Motorsport Arena              | 14                        | 0                         | 0                         | 1                         | 1                         | 151                       | 10º                       |
| 2006      | Eurocopa de Fórmula Renault 2.0            | Motorsport Arena              | 14                        | 0                         | 0                         | 0                         | 0                         | 21                        | 13º                       |
| 2006-07   | Toyota Racing Series                       | Mark Petch Motorsport         | 1                         | 0                         | 0                         | 0                         | 0                         | 0                         | NC                        |
| 2007      | Eurocopa de Fórmula Renault 2.0            | Epsilon Red Bull Team         | 14                        | 4                         | 6                         | 4                         | 8                         | 134                       | 1º                        |
| 2007      | Fórmula Renault 2.0 Italiana               | Epsilon Red Bull Team         | 14                        | 1                         | 1                         | 5                         | 5                         | 236                       | 3º                        |
| 2007      | Masters de Fórmula 3                       | ASL Mücke Motorsport          | 1                         | 0                         | 0                         | 0                         | 0                         | N/A                       | 4º                        |
| 2007      | Gran Premi de Macau                        | Carlin Motorsport             | 1                         | 0                         | 0                         | 0                         | 0                         | N/A                       | 12º                       |
| 2008      | Campionat de Fórmula 3 Britànica           | Carlin Motorsport             | 22                        | 5                         | 5                         | 4                         | 11                        | 208                       | 3º                        |
| 2008      | Fórmula 3 Euroseries                       | Carlin Motorsport             | 6                         | 0                         | 0                         | 0                         | 0                         | 0                         | NC†                       |
| 2008      | Fórmula 3 Euroseries                       | RC Motorsport                 | 2                         | 0                         | 0                         | 0                         | 0                         | 0                         | NC†                       |
| 2008      | Masters de Fórmula 3                       | Carlin Motorsport             | 1                         | 0                         | 0                         | 0                         | 0                         | N/A                       | 5º                        |
| 2008      | Gran Premi de Macau                        | Carlin Motorsport             | 1                         | 0                         | 0                         | 1                         | 1                         | N/A                       | 3º                        |
| 2008      | Fórmula 1                                  | Scuderia Toro Rosso           | Pilot de proves           | Pilot de proves           | Pilot de proves           | Pilot de proves           | Pilot de proves           | Pilot de proves           | Pilot de proves           |
| 2009      | Fórmula 3 Euroseries                       | Carlin Motorsport             | 16                        | 1                         | 0                         | 0                         | 1                         | 15                        | 11º                       |
| 2009      | Gran Premi de Macau                        | Carlin Motorsport             | 1                         | 0                         | 0                         | 0                         | 0                         | N/A                       | NC                        |
| 2009      | Fórmula Renault 3.5                        | Tech 1 Racing                 | 13                        | 0                         | 1                         | 3                         | 1                         | 26                        | 15º                       |
| 2009      | Fórmula 1                                  | Scuderia Toro Rosso           | Pilot de proves i reserva | Pilot de proves i reserva | Pilot de proves i reserva | Pilot de proves i reserva | Pilot de proves i reserva | Pilot de proves i reserva | Pilot de proves i reserva |
| 2009      | Fórmula 1                                  | Red Bull Racing               | Pilot de proves i reserva | Pilot de proves i reserva | Pilot de proves i reserva | Pilot de proves i reserva | Pilot de proves i reserva | Pilot de proves i reserva | Pilot de proves i reserva |
| 2010      | Fórmula Renault 3.5                        | Tech 1 Racing                 | 11                        | 0                         | 0                         | 2                         | 1                         | 50                        | 10º                       |
| 2010      | Fórmula Renault 3.5                        | P1 Motorsport                 | 2                         | 0                         | 0                         | 0                         | 0                         | 50                        | 10º                       |
| 2010      | GP2 Sèries                                 | Scuderia Coloni               | 4                         | 0                         | 0                         | 0                         | 0                         | 1                         | 27º                       |
| 2010      | Fórmula 1                                  | Scuderia Toro Rosso           | Pilot de proves i reserva | Pilot de proves i reserva | Pilot de proves i reserva | Pilot de proves i reserva | Pilot de proves i reserva | Pilot de proves i reserva | Pilot de proves i reserva |
| 2010      | Fórmula 1                                  | Red Bull Racing               | Pilot de proves i reserva | Pilot de proves i reserva | Pilot de proves i reserva | Pilot de proves i reserva | Pilot de proves i reserva | Pilot de proves i reserva | Pilot de proves i reserva |
| 2011      | Fórmula Renault 3.5                        | Gravity–Charouz Racing        | 16                        | 0                         | 0                         | 2                         | 3                         | 95                        | 7º                        |
| 2011      | GP2 Sèries                                 | Ocean Racing Technology       | 4                         | 0                         | 0                         | 0                         | 0                         | 4                         | 19º                       |
| 2012      | GP2 Sèries                                 | Ocean Racing Technology       | 4                         | 0                         | 0                         | 0                         | 0                         | 1                         | 25º                       |
| 2012      | European Le Mans Series                    | Murphy Prototypes             | 2                         | 0                         | 0                         | 1                         | 1                         | 15                        | 10º                       |
| 2012      | 24 Hores de Le Mans – LMP2                 | Murphy Prototypes             | 1                         | 0                         | 0                         | 0                         | 0                         | N/A                       | DNF                       |
| 2012      | Fórmula 1                                  | Mercedes AMG Petronas F1 Team | Pilot de proves           | Pilot de proves           | Pilot de proves           | Pilot de proves           | Pilot de proves           | Pilot de proves           | Pilot de proves           |
| 2013      | Rolex Sports Car Sèries                    | Starworks Motorsport          | 11                        | 1                         | 1                         | 2                         | 2                         | 252                       | 12º                       |
| 2013      | European Le Mans Series                    | Murphy Prototypes             | 5                         | 1                         | 1                         | 4                         | 2                         | 64                        | 5º                        |
| 2013      | 24 Hores de Le Mans – LMP2                 | Murphy Prototypes             | 1                         | 0                         | 0                         | 0                         | 0                         | N/A                       | 6º                        |
| 2013      | Fórmula 1                                  | Mercedes AMG Petronas F1 Team | Pilot de proves           | Pilot de proves           | Pilot de proves           | Pilot de proves           | Pilot de proves           | Pilot de proves           | Pilot de proves           |
| 2014      | Campionat Mundial de Resistència de la FIA | Porsche Team                  | 8                         | 0                         | 1                         | 0                         | 3                         | 64.5                      | 9º                        |
| 2014      | 24 Hores de Le Mans                        | Porsche Team                  | 1                         | 0                         | 0                         | 0                         | 0                         | N/A                       | NC                        |
| 2014      | United SportsCar Championship              | Starworks Motorsport          | 1                         | 0                         | 0                         | 0                         | 0                         | 15                        | 55º                       |
| 2015      | Campionat Mundial de Resistència de la FIA | Porsche Team                  | 8                         | 4                         | 5                         | 2                         | 6                         | 166                       | 1º                        |
| 2015      | 24 Hores de Le Mans                        | Porsche Team                  | 1                         | 0                         | 0                         | 0                         | 0                         | N/A                       | 2º                        |
| 2015      | United SportsCar Championship              | Starworks Motorsport          | 1                         | 0                         | 0                         | 0                         | 0                         | 23                        | 30º                       |
| 2016      | Campionat Mundial de Resistència de la FIA | Porsche Team                  | 9                         | 4                         | 2                         | 3                         | 6                         | 134.5                     | 4º                        |
| 2016      | 24 Hores de Le Mans                        | Porsche Team                  | 1                         | 0                         | 0                         | 0                         | 0                         | N/A                       | 13º                       |
| 2016      | WeatherTech SportsCar Championship         | Ford Xip Ganassi Racing       | 1                         | 0                         | 0                         | 0                         | 0                         | 27                        | 27º                       |
| 2017      | Campionat Mundial de Resistència de la FIA | Porsche LMP Team              | 9                         | 4                         | 2                         | 2                         | 8                         | 208                       | 1º                        |
| 2017      | 24 Hores de Le Mans                        | Porsche LMP Team              | 1                         | 1                         | 0                         | 0                         | 1                         | N/A                       | 1º                        |
| 2017      | WeatherTech SportsCar Championship         | Tequila Patrón ESM            | 3                         | 1                         | 0                         | 0                         | 1                         | 80                        | 19º                       |
| 2017      | Fórmula 1                                  | Scuderia Toro Rosso           | 4                         | 0                         | 0                         | 0                         | 0                         | 0                         | 23º                       |
| 2018      | Fórmula 1                                  | Red Bull Toro Rosso Honda     | 21                        | 0                         | 0                         | 0                         | 0                         | 4                         | 19º                       |

## Resultats

### Fórmula 3 Euro Series
(Clau) (negreta indica pole position) (cursiva indica volta ràpida)
| Any  | Equip                        | Xassís           | Motor      | 1        | 2         | 3       | 4       | 5         | 6        | 7        | 8       | 9        | 10       | 11        | 12       | 13      | 14      | 15       | 16      | 17        | 18       | 19        | 20       | Pos. | Punts |
| ---- | ---------------------------- | ---------------- | ---------- | -------- | --------- | ------- | ------- | --------- | -------- | -------- | ------- | -------- | -------- | --------- | -------- | ------- | ------- | -------- | ------- | --------- | -------- | --------- | -------- | ---- | ----- |
| 2008 | R.C. Motorsport (Volkswagen) | Dallara F308/077 | Volkswagen | HOC1     | HOC2      | MUG1    | MUG2    | PAU 1     | PAU 2    | NOR 1    | NOR 2   | ZAN 1    | ZAN 2    | NÜR 1 Ret | NÜR 2 14 | BRH 1   | BRH 2   |          |         |           |          |           |          | NC†  | 0†    |
| 2008 | Carlin Motorsport            | Dallara F308/055 | Mercedes   |          |           |         |         |           |          |          |         |          |          |           |          |         |         | CAT 1 14 | CAT 2 6 | BUG 1 8   | BUG 2 22 | HOC 1 Ret | HOC 2 14 | NC†  | 0†    |
| 2009 | Carlin Motorsport            | Dallara F308/074 | Volkswagen | HOC 1 19 | HOC 2 Ret | LAU 1 4 | LAU 2 4 | NOR 1 Ret | NOR 2 11 | ZAN 1 10 | ZAN 2 8 | OSC 1 21 | OSC 2 21 | NÜR 1 22  | NÜR 2 17 | BRH 1 8 | BRH 2 1 | CAT 1    | CAT 2   | DIJ 1 Ret | DIJ 2 11 | HOC 1     | HOC 2    | 11°  | 15    |

† Com Hartley era pilot convidat, ell era inelegible per als punts.

### Fórmula Renault 3.5
(Clau) (negreta indica pole position) (cursiva indica volta ràpida)
| Any  | Equip                  | 1          | 2         | 3          | 4          | 5          | 6          | 7          | 8         | 9          | 10      | 11      | 12       | 13      | 14         | 15        | 16         | 17         | Pos. | Punts |
| ---- | ---------------------- | ---------- | --------- | ---------- | ---------- | ---------- | ---------- | ---------- | --------- | ---------- | ------- | ------- | -------- | ------- | ---------- | --------- | ---------- | ---------- | ---- | ----- |
| 2009 | Tech 1 Racing          | CAT SPR 12 | CAT FEA 9 | SPA SPR 11 | SPA FEA 10 | MON FEA 17 | HUN SPR 17 | HUN FEA 12 | SIL SPR 5 | SIL FEA 13 | BUG SPR | BUG FEA | ALG SPR  | ALG FEA | NÜR SPR 13 | NÜR FEA 2 | ALC SPR 15 | ALC FEA 16 | 15°  | 26    |
| 2010 | Tech 1 Racing          | ALC 1 6    | ALC 2 6   | SPA 1 Ret  | SPA 2 6    | MON 1 4    | BRN 1 2    | BRN 2 6    | MAG 1 Ret | MAG 2 Ret  | HUN 1 4 | HUN 2 9 | HOC 1    | HOC 2   |            |           |            |            | 10°  | 50    |
| 2010 | P1 Motorsport          |            |           |            |            |            |            |            |           |            |         |         |          |         | SIL 1 Ret  | SIL 2 15  | CAT 1      | CAT 2      | 10°  | 50    |
| 2011 | Gravity–Charouz Racing | ALC 1 21   | ALC 2 Ret | SPA 1 4    | SPA 2 8    | MNZ 1 5    | MNZ 2 Ret  | MON 1 3    | NÜR 1 15  | NÜR 2 7    | HUN 1 8 | HUN 2 5 | SIL 1 21 | SIL 2 7 | LEC 1 3    | LEC 2 20  | CAT 1 DNS  | CAT 2 3    | 7°   | 95    |

### GP2 Sèries
(Clau) (negreta indica pole position) (cursiva indica volta ràpida)
| Any  | Equip                   | 1       | 2       | 3           | 4            | 5           | 6           | 7       | 8       | 9       | 10      | 11      | 12      | 13      | 14      | 15        | 16        | 17          | 18          | 19        | 20        | 21      | 22      | 23      | 24      | Pos. | Punts |
| ---- | ----------------------- | ------- | ------- | ----------- | ------------ | ----------- | ----------- | ------- | ------- | ------- | ------- | ------- | ------- | ------- | ------- | --------- | --------- | ----------- | ----------- | --------- | --------- | ------- | ------- | ------- | ------- | ---- | ----- |
| 2010 | Scuderia Coloni         | CAT FEA | CAT SPR | MON FEA     | MON SPR      | IST FEA     | IST SPR     | VAL FEA | VAL SPR | SIL FEA | SIL SPR | HOC FEA | HOC SPR | HUN FEA | HUN SPR | SPA FEA   | SPA SPR   | MNZ FEA Ret | MNZ SPR Ret | YMC FEA 9 | YMC SPR 6 |         |         |         |         | 27°  | 1     |
| 2011 | Ocean Racing Technology | IST FEA | IST SPR | CAT FEA     | CAT SPR      | MON FEA     | MON SPR     | VAL FEA | VAL SPR | SIL FEA | SIL SPR | NÜR FEA | NÜR SPR | HUN FEA | HUN SPR | SPA FEA 5 | SPA SPR 9 | MNZ FEA 22  | MNZ SPR 20  |           |           |         |         |         |         | 19°  | 4     |
| 2012 | Ocean Racing Technology | SEP FEA | SEP SPR | BHR1 FEA 10 | BHR1 SPR Ret | BHR2 FEA 13 | BHR2 SPR 16 | CAT FEA | CAT SPR | MON FEA | MON SPR | VAL FEA | VAL SPR | SIL FEA | SIL SPR | HOC FEA   | HOC SPR   | HUN FEA     | HUN SPR     | SPA FEA   | SPA SPR   | MNZ FEA | MNZ SPR | MRN FEA | MRN SPR | 25°  | 1     |

### 24 Hores de Le Mans
| Any  | Equip             | Co-Pilots                     | Acte               | Classe | Voltes | Pos. | Pos. Categoria |
| ---- | ----------------- | ----------------------------- | ------------------ | ------ | ------ | ---- | -------------- |
| 2012 | Murphy Prototypes | Jody Firth Warren Hughes      | Oreca 03-Nissan    | LMP2   | 196    | DNF  | DNF            |
| 2013 | Murphy Prototypes | Karun Chandhok Mark Patterson | Oreca 03-Nissan    | LMP2   | 319    | 12th | 6th            |
| 2014 | Porsche Team      | Timo Bernhard Mark Webber     | Porsche 919 Hybrid | LMP1-H | 346    | NC   | NC             |
| 2015 | Porsche Team      | Timo Bernhard Mark Webber     | Porsche 919 Hybrid | LMP1   | 394    | 2º   | 2º             |
| 2016 | Porsche Team      | Timo Bernhard Mark Webber     | Porsche 919 Hybrid | LMP1   | 346    | 13º  | 5º             |
| 2017 | Porsche Team      | Timo Bernhard Earl Bamber     | Porsche 919 Hybrid | LMP1   | 367    | 1º   | 1º             |

### Campionat Mundial de Resistència
(Clau) (negreta indica pole position) (cursiva indica volta ràpida)
| Any  | Equip             | Classe | Xassís             | Motor                           | 1       | 2      | 3       | 4     | 5     | 6     | 7     | 8       | 9     | Pos | Punts |
| ---- | ----------------- | ------ | ------------------ | ------------------------------- | ------- | ------ | ------- | ----- | ----- | ----- | ----- | ------- | ----- | --- | ----- |
| 2012 | Murphy Prototypes | LMP2   | Oreca 03           | Nissan VK45DE 4.5 L V8          | SEB     | SPA 3  | LMS Ret | SIL 9 | SAO   | BHR   | FUJ   | SHA     |       | NC† | 0     |
| 2013 | Murphy Prototypes | LMP2   | Oreca 03           | Nissan VK45DE 4.5 L V8          | SIL     | SPA    | LMS 7   | SÃO   | COA   | FUJ   | SHA   | BHR     |       | NC† | 0     |
| 2014 | Porsche Team      | LMP1   | Porsche 919 Hybrid | Porsche 2.0 L Turbo V4 (Hybrid) | SIL 3   | SPA 12 | LMS NC  | COA 5 | FUJ 3 | SHA 6 | BHR 3 | SÃO Ret |       | 9º  | 64.5  |
| 2015 | Porsche Team      | LMP1   | Porsche 919 Hybrid | Porsche 2.0 L Turbo V4 (Hybrid) | SIL Ret | SPA 3  | LMS 2   | NÜR 1 | COA 1 | FUJ 1 | SHA 1 | BHR 5   |       | 1º  | 166   |
| 2016 | Porsche Team      | LMP1   | Porsche 919 Hybrid | Porsche 2.0 L Turbo V4 (Hybrid) | SIL Ret | SPA 26 | LMS 10  | NÜR 1 | MEX 1 | COA 1 | FUJ 3 | SHA 1   | BHR 3 | 4º  | 134.5 |
| 2017 | Porsche Team      | LMP1   | Porsche 919 Hybrid | Porsche 2.0 L Turbo V4 (Hybrid) | SIL 2   | SPA 3  | LMS 1   | NÜR 1 | MEX 1 | COA 1 | FUJ 4 | SHA 2   | BHR 2 | 1º  | 172   |

† Com Hartley era pilot convidat, ell era inelegible per als punts.

### Rolex Sports Car Sèries
(Clau) (negreta indica pole position) (cursiva indica volta ràpida)
| Any  | Equip                | Marca | Motor | Classe | 1      | 2      | 3      | 4      | 5     | 6      | 7     | 8     | 9     | 10    | 11     | 12  | Pos | Punts |
| ---- | -------------------- | ----- | ----- | ------ | ------ | ------ | ------ | ------ | ----- | ------ | ----- | ----- | ----- | ----- | ------ | --- | --- | ----- |
| 2013 | Starworks Motorsport | Riley | BMW   | DP     | DAY 14 | TXS 13 | BAR 12 | ATL 10 | BEL 8 | LEX 10 | S6H 3 | IMS 4 | ELK 1 | KAN 6 | LGA 16 | LRP | 12º | 252   |

### Fórmula 1
(Clau) (negreta indica pole position) (cursiva indica volta ràpida)
| Any  | Escuderia                 | 1      | 2      | 3      | 4      | 5      | 6      | 7       | 8      | 9       | 10      | 11     | 12     | 13     | 14      | 15     | 16      | 17     | 18      | 19      | 20     | 21     | Pos. | Punts |
| ---- | ------------------------- | ------ | ------ | ------ | ------ | ------ | ------ | ------- | ------ | ------- | ------- | ------ | ------ | ------ | ------- | ------ | ------- | ------ | ------- | ------- | ------ | ------ | ---- | ----- |
| 2017 | Scuderia Toro Rosso       | AUS    | CHN    | BHR    | RUS    | ESP    | MON    | CAN     | AZE    | AUT     | GBR     | HUN    | BEL    | ITA    | SIN     | MYS    | JAP     | USA 13 | MEX Ret | BRA Ret | ABU 15 |        | 23º  | 0     |
| 2018 | Red Bull Toro Rosso Honda | AUS 15 | BHR 17 | XIN 20 | AZE 10 | ESP 12 | MON 17 | CAN Ret | FRA 14 | AUT Ret | GBR Ret | ALE 10 | HON 11 | BEL 14 | ITA Ret | SIN 16 | RUS Ret | JAP 13 | USA 9   | MEX 12  | BRA 11 | ABU 12 | 19º  | 4     |

- * Temporada en progrés.
- ≠ El pilot no va acabar el Gran Premi, però es va classificar en completar el 90 % de la distància total.